# ひとりキャンプで食って寝る
『ひとりキャンプで食って寝る』（ひとりきゃんぷでくってねる）は、2019年10月19日から12月28日までテレビ東京のドラマ25枠にて放送されたテレビドラマ。
奇数話（1,3,5,7,9,11話）は主演・三浦貴大、監督・横浜聡子、偶数話（2,4,6,8,10,12話）は主演・夏帆、監督・冨永昌敬という隔週ダブル主演で「ひとりキャンプ」を満喫するという内容。大まかなあらすじとしては健人回はキャンプを通して失恋の傷を癒し、七子回は彼女が淡々と一人キャンプをする空気系ドラマとして展開する。

## 登場人物
大木健人
演 - 三浦貴大
奇数話の主人公。缶詰と簡単な食材でアレンジ調理を楽しむ。彼が主役の回は語りも担当。
失恋のショックを引きずっていたが、11話での剛田の助言でようやく未練を断ち切り、彼女からの別れの手紙を焼き捨てた。
七子
演 - 夏帆
偶数話の主人公。一緒にキャンプに来た宏美が急に帰ってしまい、やむをえず挑戦したソロキャンプにはまる。食材は釣りや採取などで現地調達し、「君は～」と魚や植物に話しかけたりと独り言も多い。
普段の口調は優しいが宏美のSNSに対しては荒くなる。ちなみに彼女の回ではナレーションはない。

### ゲスト

#### 奇数話
伊狩 守
演 - 渋川清彦
健人がキャンプ場で出会った無口な男。健人に火打石とスモークチップで作った燻製料理をおすそ分けする（第1話）。
井上あかり
演 - 北香那
ニンニク農家の娘。大家族の家でマタギの免許有り。訛りが強くギャルの風貌をしている（第3話）。
店員
演 - 宇野祥平
アウトドアショップの店員（第5話）。
高田武志
演 - 福士誠治
健人の友人。台風接近に伴い家で一人キャンプをしている所に押し掛ける。社交的で自分勝手な一面がある（第5話）。
遠藤早希
演 - 黒川芽以
健人が飲み会で知り合い、キャンプデートをすることになる女性（第7話）。
鈴村 徹
演 - 田口トモロヲ
健人が勤務する会社の上司（第9話）。妻と娘のためにカレー作りの腕を磨いていたが、離婚して現在独身。
剛田 巌
演 - 仲本工事
山の上にあるキャンプ場に向かう途中で健人が出会う、大きなリュックを持った男性。妻が亡くなり供養も兼ねて好きだったキャンプに来る、健人と同じく缶詰愛好者（第11話）。
理恵子
演 - 平岡千代
健人の元彼女。第1話・第11話で声のみの出演。かつて同棲し、一緒にキャンプデートをしていた。「貴方には私が決して踏み込めない宇宙がある　さようなら」と書き残し去っていった。

#### 偶数話
宏美
演 - 朝倉あき
友人の七子とキャンプに来たところ、車の鍵を失くしたことで車内に置いた肉が食べられず、がっかりして一人帰ってしまう。翌日、荷物の中から鍵を見つけたことで七子に謝罪し迎えに来る（第2話）。
その後もSNSでのやりとりが劇中でみられ、第12話では鰻に釣られ途中参加する。
久丸
演 - 坂東龍汰
大学生。七子が山菜採りの途中で助けたお婆さん（演 - 藤夏子）の孫（第4話）。12話で鰻を逃し宏美と七子から総叩きにあう。
宗太
演 - 青山和也
磯で出会ったカニを獲っている中学生（第6話）。
由紀
演 - 柳英里紗
健介の部下。社内では愛想よく振る舞っているため人気があり、「キュートちゃん」と呼ばれている（第8話）。
健介
演 - 川瀬陽太
由紀の上司。必死にコミュニケーションを取ろうとし、由紀からウザがられて無視していいとアドバイスされる。釣りの経験は豊富のようで何かと世話を焼いて来たがるが、言動のわりに実力が伴っていない（第8話）。
順平
演 - 中島歩
冬子が付き合っている男性。自分がなく、「人が一人で生きていけると思うのか」と彼女に言ったらお前が言うかと返された（第10話）。
冬子
演 - 山下リオ
順平が付き合っている熟練ソロキャンパー。付いてきていちいち聞いてくる順平とケンカになる（第10話）。

## スタッフ
- 脚本 - 冨永昌敬、保坂大輔、飯塚花笑
- 監督 - 冨永昌敬、横浜聡子
- 音楽 - 荘子it（Dos Monos）
- 主題歌 - Yogee New Waves「to the moon」（Colourful Records / ビクターエンタテインメント）
- ナレーション - 小島秀公（テレビ東京アナウンサー）
- プロデューサー - 大和健太郎、滝山直史、横山蘭平
- 制作 - テレビ東京、東京テアトル
- 製作著作 - 「ひとりキャンプで食って寝る」製作委員会

## 放送日程
| 各話   | 放送日   | サブタイトル                 | 主人公   | 脚本     | 監督     |          |
| ------ | -------- | ---------------------------- | -------- | -------- | -------- | -------- |
| Vol.1  | 10月19日 | 富士山でチーズドッグ         | 大木健人 | 保坂大輔 | 横浜聡子 |          |
| Vol.2  | 10月26日 | 磯釣りはひとりの始まり       | 七子     | 冨永昌敬 | 冨永昌敬 |          |
| Vol.3  | 11月02日 | 嬬恋で焼きペペロンチーノ     | 大木健人 | 飯塚花笑 | 横浜聡子 |          |
| Vol.4  | 11月09日 | 熊も見ているキノコ狩り       | 七子     | 冨永昌敬 | 冨永昌敬 |          |
| Vol.5  | 11月16日 | 家キャンプでサバ缶づくし     | 大木健人 | 保坂大輔 | 横浜聡子 |          |
| Vol.6  | 11月23日 | ダブル味噌に猫も集う         | 七子     | 冨永昌敬 | 冨永昌敬 |          |
| Vol.7  | 11月30日 | 西伊豆でコンビーフユッケ     | 大木健人 | 飯塚花笑 | 横浜聡子 |          |
| Vol.8  | 12月07日 | ホイルで包んだバースデイ     | 七子     | 冨永昌敬 | 冨永昌敬 |          |
| Vol.9  | 12月14日 | 木更津でタイカレー焼きそば   | 大木健人 | 保坂大輔 | 横浜聡子 |          |
| Vol.10 | 12月21日 | ラブユー!もう一人のひとり    | 七子     | 冨永昌敬 | 冨永昌敬 |          |
| Vol.11 | 12月28日 | 天空キャンプで海鮮缶詰づくし | 大木健人 | 保坂大輔 | 横浜聡子 |          |
| Vol.12 | 〃       | きみは鮎じゃない鰻じゃない   | 七子     | 冨永昌敬 | 冨永昌敬 | 冨永昌敬 |

## 放送局
| 放送期間                        | 放送日時                     | 放送局         | 対象地域   | 備考                     |
| ------------------------------- | ---------------------------- | -------------- | ---------- | ------------------------ |
| 2019年10月19日 - 12月28日       | 土曜 0:52 - 1:23（金曜深夜） | テレビ東京     | 関東広域圏 | 製作局                   |
| 2019年10月19日 - 12月28日       | 土曜 0:52 - 1:23（金曜深夜） | テレビ大阪     | 大阪府     |                          |
| 2019年10月19日 - 12月28日       | 土曜 0:52 - 1:23（金曜深夜） | テレビ北海道   | 北海道     |                          |
| 2019年10月19日 - 12月28日       | 土曜 0:52 - 1:23（金曜深夜） | TVQ九州放送    | 福岡県     |                          |
| 2019年11月04日 - 2020年01月27日 | 月曜 1:35 - 2:05（日曜深夜） | 長崎国際テレビ | 長崎県     | 日本テレビ系             |
| 2019年11月06日 - 2020年01月29日 | 水曜 1:00 - 1:30（火曜深夜） | テレビ愛知     | 愛知県     |                          |
| 2019年11月07日 - 2020年01月30日 | 木曜 1:00 - 1:30（水曜深夜） | 奈良テレビ     | 奈良県     | 独立局                   |
| 2020年01月09日 - 03月26日       | 木曜 0:00 - 0:30（水曜深夜） | BSテレ東（2K） | 全国       |                          |
| 2020年01月09日 - 03月26日       | 木曜 0:00 - 0:30（水曜深夜） | BSテレ東4K     | 全国       | 4Kアップコンバートで放送 |